# Lista de mortes incomuns
Esta é uma lista de mortes incomuns, relacionando cronologicamente casos de mortes registrados no decorrer da história que tenham ocorrido em circunstâncias únicas ou extremamente raras. A lista também traz casos não tão raros mas ainda assim insólitos, sucedidos a pessoas proeminentes em determinado período histórico.

## Antiguidade
Nota: Muitas das histórias desta seção são provavelmente apócrifas
- c. 3200 a.C.: Menés, primeiro faraó do Antigo Egito, da Época Tinita, fundador da primeira dinastia. Foi arrastado e morto por um hipopótamo.[1]
- c. 620 a.C.: Drácon, legislador ateniense, sufocado por diversos mantos, presenteados por admiradores e jogados sobre ele em um teatro, em Égina.[2]
- Século VI a.C.: reza a lenda que o lutador grego Mílon de Crotona deparou-se com um tronco de árvore dividido por uma fenda. Testando sua força, ele decidiu parti-lo, mas a fenda fechou-se, prendendo suas mãos e incapacitando-o de defender-se contra um ataque de lobos, que o devoraram.[3]
- 401 a.C.: Mitríades, soldado condenado pelo assassinato de Ciro, o Jovem, é executado por escafismo, sobrevivendo à tortura por insetos durante 17 dias.[4]
- 272 a.C.: de acordo com Plutarco, Pirro, conquistador e origem da expressão vitória pírrica, morreu em um embate urbano em Argos, após ser atingido por uma telha jogada por uma idosa. Aturdido pela pancada, ele acabou atacado e morto por um soldado argiense.[5]
- 270 a.C.: conforme o relato de Ateneu, o intelectual grego Filetas de Cos teria estudado tão intensamente argumentos e palavras usadas erroneamente, que definhou-se, morrendo de fome.[6] O estudioso Alan Cameron especulou que Filetas teria morrido de uma doença degenerativa que, de acordo com o anedotário de seus contemporâneos, fora provocada por pedantismo.[7]
- 207 a.C.: Crisipo de Solis, um filósofo estoico grego, teria morrido de rir ao ver seu burro, bêbado, tentando comer figos.[8]
- 162 a.C.: Eleázar Avaran é esmagado na Batalha de Beth-Zechariah por um elefante de guerra; acreditando que o animal carregava o rei selêucida Antíoco V Eupátor, Eleázar correu para baixo do elefante e enfiou uma lança em sua barriga, o que fez com que o paquiderme, morto, caísse sobre sua cabeça.[9]
- 53 a.C.: O cônsul e general romano Marco Licínio Crasso teria sido morto pelos partos após sua derrota na Batalha de Carras, ao ser forçado a beber uma taça cheia de ouro derretido, símbolo de sua imensa fortuna. Outro cenário, muito mais provável, é que após a morte do general, os carrascos Partos teriam colocado o ouro derretido em sua boca como uma mensagem ou símbolo, representando os riscos de sua "grande sede de riquezas".[10]
- 4 a.C.: Herodes, o Grande supostamente sofreu de febre e coceiras intensas, dores intestinais, gota, inflamação do abdômen, putrefação dos genitais, com produção de vermes, convulsões e complicações respiratórias, antes de finalmente expirar. Mortes pavorosas como essas, no entanto, eram frequentemente imputadas por escritores a governantes impopulares, inclusive a diversos imperadores romanos.[11]
- c. 64 - 67: São Pedro, ao ser executado pelos romanos, teria pedido que não fosse crucificado da maneira normal, mas sim em uma cruz invertida. De acordo com Orígenes de Alexandria, Pedro teria dito que não era digno de ser crucificado da mesma forma que Jesus.[12]
- c. 98: Santo Hieromártir Antipas, bispo de Pérgamo, é cozido até a morte dentro de um touro de bronze durante a perseguição a cristãos imposta pelo Imperador Domiciano. Santo Eustáquio, sua esposa e filhos supostamente sofreram o mesmo destino sob o jugo de Adriano.[13]
- 212: Fábio, senador romano do século II, "...engasgado... com um fio de cabelo em uma golada de leite".[14]
- 260: o imperador romano Valeriano, após ser derrotado em batalha e capturado pelos persas, foi supostamente usado como tapete pelo xá Sapor I. Depois de um longo período de castigos e humilhações, Sapor teria ordenado que o imperador fosse esfolado vivo; e sua pele estufada com esterco ou palha e preservada como troféu.[15] Tal relato, no entanto, é alvo de controvérsias, sendo visto como uma tentativa religiosa de estabelecer que perseguidores de cristãos estavam destinados a sofrer mortes horríveis, ou como o desejo de autores romanos de passar à posteridade que os persas seriam bárbaros.[16][17]
- 415: Hipátia, matemática e filósofa grega pagã, assassinada por uma turba de cristãos, tendo o corpo dilacerado por conchas de ostras (ou cacos de cerâmica, segundo outra versão). Depois de morta, o corpo foi lançado a uma fogueira.[18]
- 892: Sigurd Eystensson, líder viking da conquista do norte da Escócia. Diz-se que sua morte foi causada pela cabeça decepada de Máel Brigte, a quem Sigurd derrotou em batalha. Enquanto montava um cavalo com a cabeça de Brigte presa à sela como um troféu, um dos dentes de Brigte roçou a perna de Sigurd. A ferida infeccionou, causando posteriormente a morte de Sigurd.[19]

## Idade Média
- 1135: Henrique I de Inglaterra teria morrido de intoxicação alimentar ao empanturrar-se de lampreias, sua refeição favorita.[20]
- 1219: Reza a lenda que Inalchuk, governante muçulmano da cidade de Otrar, na Ásia Central, é capturado e morto por invasores mongóis, que derramaram prata derretida em seus olhos, ouvidos e garganta.[21]
- 1258: Almostacim, califa de Bagdá, é assassinado durante a invasão mongol do Califado Abássida. O imperador Hulagu Khan, não querendo derramar sangue real, enrolou Almostacim em um tapete e fez com que seus cavalos o pisoteassem até a morte.[22]
- 1327: Eduardo II de Inglaterra, após ser deposto pela rainha consorte Isabel Capeto e seu amante Rogério Mortimer, teria sido assassinado ao ter um ferro em brasa inserido em seu ânus.[23]
- 1410: Martim I de Aragão morre de uma combinação fatal de gargalhadas incontroláveis e indigestão.[24]
- 1478: Jorge, Duque de Clarence, é executado por afogamento em um barril de vinho de malvasia, método escolhido por ele mesmo.[25]

## Renascença
- 1514: György Dózsa, homem-em-armas dos sículos e líder da revolta camponesa na Hungria, é condenado pela nobreza húngara na Transilvânia a sentar-se em um trono de ferro em brasas, com uma coroa em brasas na cabeça e um cetro em brasas na mão (uma zombaria de sua ambição em ser rei). Ainda vivo, Dózsa foi atacado e teve seu corpo parcialmente torrado devorado por seis de seus companheiros rebeldes, presos sem direito a alimentação há uma semana.[26]
- 1556: Humayun, um imperador Mogol, estava descendo do telhado de sua biblioteca após observar Vênus quando ouviu o adhan, ou chamado à oração. Humayun tinha o costume de imediatamente curvar-se de joelhos ao ouvir o adhan, mas ao fazê-lo nesta ocasião, seu pé ficou preso nas dobras de seu manto, fazendo-o cair diversos degraus da escada. Ele morreu três dias depois em consequência dos ferimentos.[27]
- 1601: Tycho Brahe, astrônomo dinamarquês, segundo a lenda, morreu de complicações decorrentes de continência urinária durante um banquete. A etiqueta da época considerava uma extrema falta de educação deixar a mesa antes da refeição terminada; e assim ele permaneceu sentado até ficar gravemente doente. Esta versão dos fatos desde então foi contestada, enquanto outras causas de morte (assassinado por Johannes Kepler, suicídio, envenenamento por mercúrio, entre outras) vieram à tona.[28]
- 1649: Sir Arthur Aston, comandante das guarnições Realistas durante o Cerco de Drogheda, é espancado até a morte com a própria perna de madeira, que soldados Cabeças Redondas pensavam ocultar moedas de ouro.[29]
- 1660: Thomas Urquhart, aristocrata escocês, polímata e primeiro tradutor de Rabelais para o inglês, teria morrido de rir ao saber que Carlos II tomara o trono da Inglaterra.[30][31]
- 1671: François Vatel, cozinheiro de Luís XIV, cometeu suicídio, pois sua encomenda de peixes atrasara e ele não pôde suportar a vergonha de adiar uma refeição do rei. Seu corpo foi descoberto por um estafeta, que fora enviado para avisá-lo da chegada do pedido. A autenticidade desta história não foi comprovada.[32]
- 1673: Molière, ator e dramaturgo francês, morreu ao ser acometido por um violento ataque de tosse enquanto representava o papel principal de sua peça Le Malade imaginaire (O Doente Imaginário).[33]
- 1687: Jean-Baptiste Lully, compositor, morreu de septicemia, provocada por ele mesmo ao atingir seu pé com um bastão enquanto conduzia vigorosamente um Te Deum. A apresentação era em comemoração à recuperação de uma enfermidade que acometeu o rei Luís XIV.[34]

## Século XVIII
- 1751: Julien Offray de La Mettrie, um materialista e filósofo sensualista, autor de L'homme machine, morre após comer em excesso em um banquete realizado em sua homenagem. Seus adversários filosóficos sugeriram que, ao fazê-lo, ele contradisse sua doutrina teórica no momento em que a colocou em prática.[35]
- 1753: O professor Georg Wilhelm Richmann, de São Petersburgo, Rússia, torna-se a primeira pessoa a morrer enquanto executa experimentos elétricos, quando é atingido e morto por um raio globular.[36]
- 1771: Adolfo Frederico, rei da Suécia, morreu de problemas digestivos em 12 de fevereiro de 1771, depois de ter consumido uma refeição composta de lagosta, caviar, chucrute, arenque defumado e champanhe, que culminou com 14 porções de sua sobremesa favorita: semla servida numa tigela com leite quente.[37] Ele é lembrado pelos estudantes suecos como "o rei que morreu de tanto comer".[38]

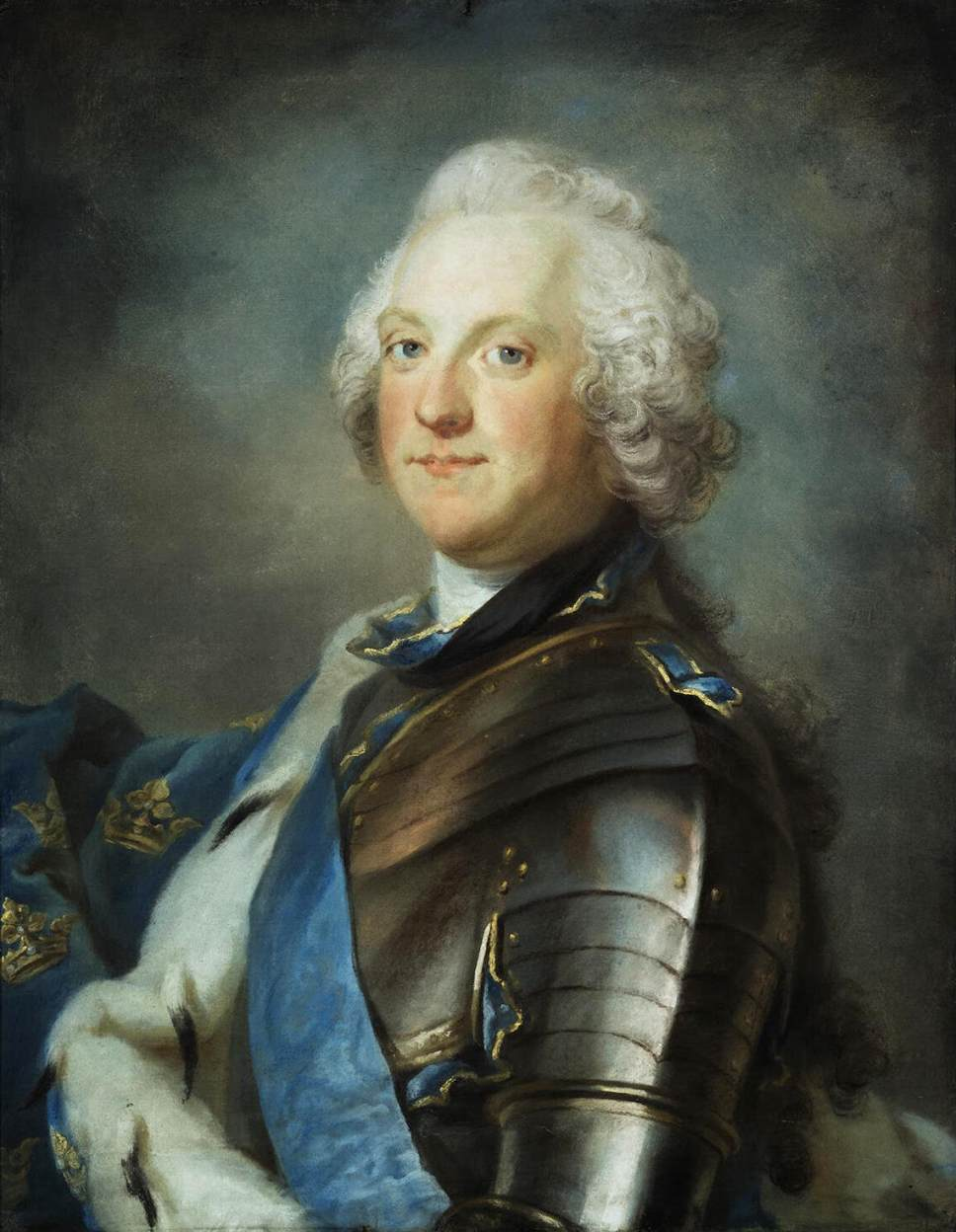
Adolfo Frederico, rei sueco que morreu em 1771 por comer demasiado.

## Século XIX
- 1814: Dilúvio de cerveja de Londres, oito pessoas morrem afogadas quando 323 000 galões imperiais (1 468 000 litros) de cerveja da The Meux and Company Brewery  estouram de suas cubas e jorram para as ruas, criando um "pequeno dilúvio".
- 1834: David Douglas, botânico escocês, cai num buraco de armadilha juntamente com um touro. Ele é perfurado pelos chifres do animal e provavelmente esmagado.[39]
- 1871: Clement Vallandigham, um advogado do estado do Ohio, transformou-se num advogado de sucesso que raras vezes perdia um caso. Em 1871, ele defendia Thomas McGehan, acusado de disparar contra Tom Myers durante uma disputa num bar. A tese da defesa levada a cargo por ela era de que Myers tinha disparado contra ele mesmo ao empunhar sua pistola quando estava ajoelhado. Para convencer o juri, Vallandigham decidiu demonstrar sua teoria. Ele utilizou por engano uma pistola carregada e terminou disparando contra si mesmo.[40][41][42]
- 1899: Félix Faure, presidente da França desde 1895, morreu de apoplexia enquanto sua amante praticava sexo oral no mesmo.[43]

## Século XX

### Década de 1910
- 1916: Grigori Rasputin, místico russo, teria sido envenenado enquanto jantava com um inimigo político. Baleado na cabeça, recebe mais três tiros, é espancado e então jogado em um rio congelado após ter sido castrado. Quando seu corpo retornou à superfície, uma autópsia revelou que a causa da morte fora hipotermia. Existem, contudo, dúvidas acerca da credibilidade deste relato. Outra versão diz que ele foi envenenado, baleado e apunhalado, após o que teria fugido, tendo sido encontrado depois de se afogar em um rio congelado.[44]
- 1919: Ocorreu a Inundação de melaço de Boston, em que ocorreu uma explosão de um tanque que armazenava melaço e provocou 21 mortos e 150 feridos.

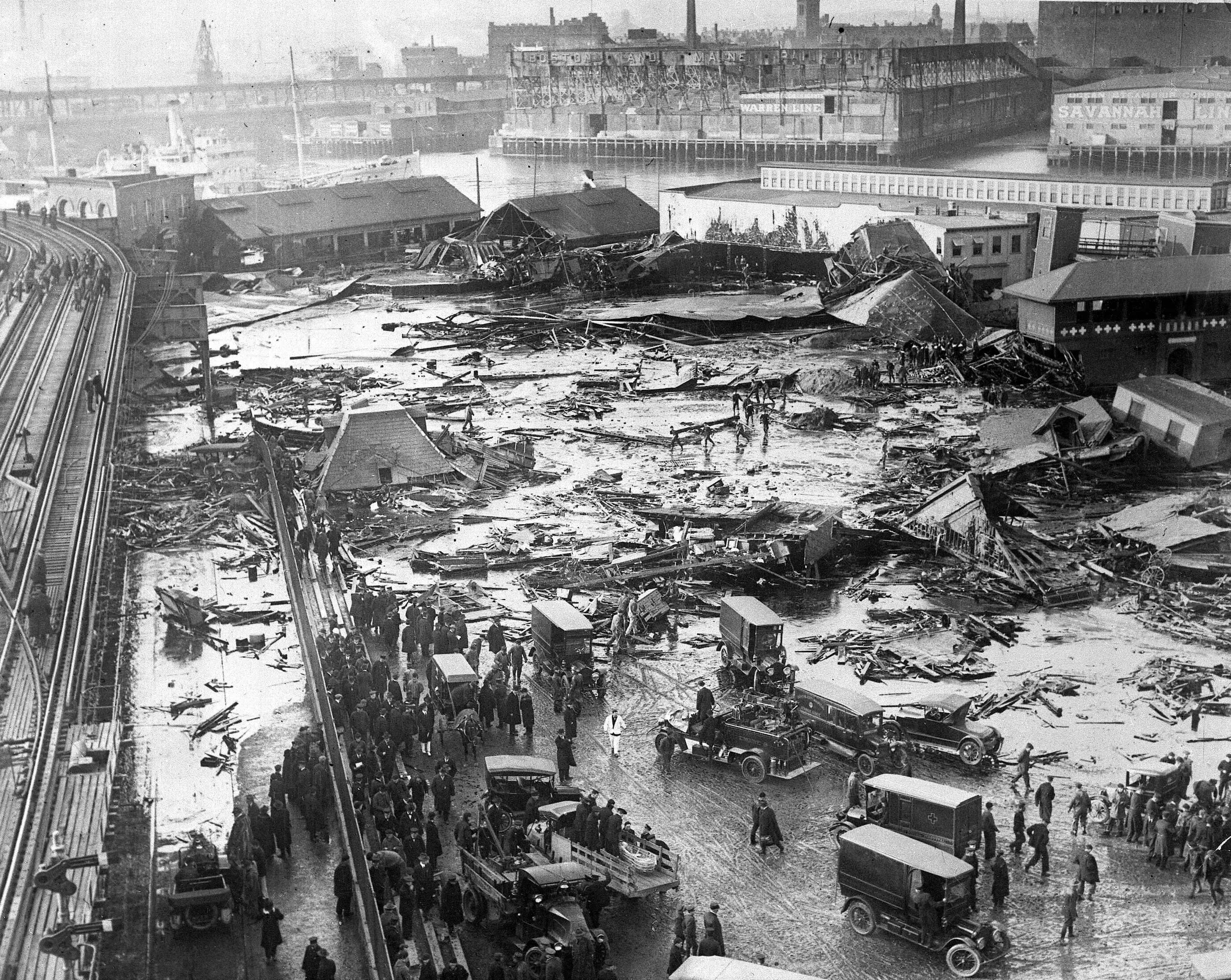
O local do desastre da Inundação de melaço de Boston.

### Década de 1920
- 1920: Alexandre I da Grécia (n. 1893) caminha nos Jardins Reais quando seu cão é atacado por um macaco. O rei tenta proteger seu animal de estimação, recebendo mordidas tanto do macaco quanto do cão. Ambos estavam contaminados, provocando em Alexandre uma infecção que evoluiu para sepse. Ele morreu três semanas depois. Sua morte resultou na restauração de seu deposto pai, Constantino I.[45][46][47]
- 1923: George Edward, 5.º Conde de Carnarvon, morreu aos 56 anos porque foi ferido na sua face, que ele mais tarde fez um ferimento quando se barbeava; e ele ficou ferido e ficou infectado com erisipela, ficando o sangue a envenenar-se; e  eventualmente provocando uma pneumonia. Algumas pessoas alegam que a sua morte se deveu a uma maldição do faraó.[46][48]
- 1926: Phillip McClean, 16 anos, de  Queensland, Austrália, é a única pessoa do mundo documentada a ser morta por um casuar. Ele foi atacado depois de encontrar a ave na propriedade da família, próximo de Mossman, estado de Queensland, em abril daquele ano.[49] McClean e o seu irmão decidiram matar a ave com paus. Quando McClean golpeou a ave, esta golpeou-o de volta em seu pescoço, cortando seus vasos sanguíneos e matando-o devido às hemorragias sofridas.[50]
- 1927: Isadora Duncan (n. 1877), uma dançarina estadunidense, morreu num  acidente de carro, quando a sua echarpe muito comprida se enroscou a uma das rodas em movimento, estrangulando-a. O jornal New York Times descreveu de forma sucinta e brutalmente este acidente da seguinte maneira:

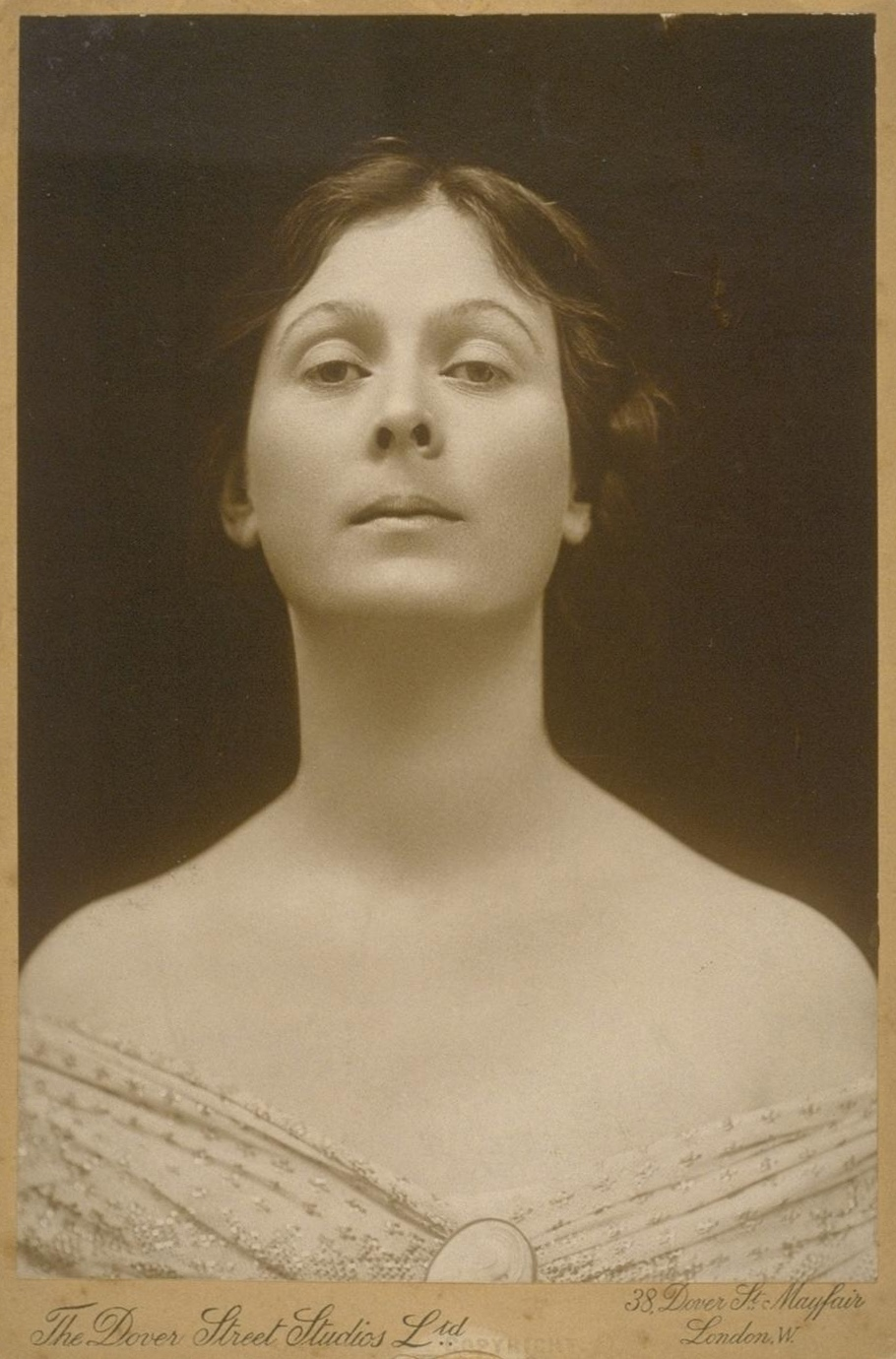
A dançarina Isadora Duncan morreu estrangulada, porque o seu cachecol comprido ficou preso a uma das rodas do carro

| “ | "O automóvel ia a toda velocidade quando o cachecol de seda forte começou enrolar-se em torno da roda e com uma força incrível arrastou a senhorita Duncan, lançando o seu corpo, primeiramente na parte lateral do carro para em seguida ser atirada com extrema violência contra a rua de paralelepípedos . Ela foi arrastada por vários metros antes do motorista parar o carro. Foi providenciado socorro médico, mas já era tarde demais pois ela tinha sido estrangulada e morrido instantaneamente" | ” |

### Década de 1950
- 1957: Mary Jane Barker, de 4 anos, foi encontrada morta num armário de um quarto de um rancho vazio, numa casa a dois quarteirões da sua, em 3 de março de 1957. Um cão tinha também desaparecido, mas foi encontrado vivo nas proximidades. A morte foi considerada como um acidente, devido à morte por fome dento do armário e exposição, mas muitas ainda acreditam ter sido um assassinato.

### Década de 1960
- Alan Stacey (1933-1960), piloto de Fórmula 1 britânico, morreu no Grande Prémio da Bélgica Spa-Francorchamps, quando um pássaro bateu na sua cabeça, então seu Lotus ficou sem controle e conduziu a um acidente mortal.[51][52][53][54][55]
- 1961: John A. Byrnes, Richard Leroy McKinleye e Richard C. Legg morreram numa explosão de golpe de aríete durante a manutenção do reator nuclear SL-1, na Navy Electrician's Mate, em Idaho.[56][57][58][59]
- 1966: Paraquedista Nick Piantanida morreu devido aos efeitos de uma descompressão explosiva, quatro meses depois de uma tentativa de bater o recorde mundial para o mais alto salto de paraquedas. Durante a terceira tentativa, provocou queda da pressão de ar  e irreversíveis lesões cerebrais, levando à sua morte.[60][61]

### Década de 1970
- 1971: Georgy Dobrovolsky, Vladislav Volkov e Viktor Patsayev, cosmonautas soviéticos, morreram por asfixia, após a reentrada na atmosfera terrestre.[62]
- 1974: Basil Brown, um apologista da alimentação saudável de Croydon, Inglaterra, morreu devido ao consumo excessivo de suco de cenoura: 37,85 litros em apenas dez dias (em média 3,785 litros diários), causando um overdose de vitamina A e uma severa destruição do fígado.[63][64]
- 1977: 
  - Tina Christopherson, uma mulher de 29 anos, que apesar de ter um quociente de inteligência de 189, morreu porque bebia cerca de 15 litros de água por dia para combater um câncer de estômago.[65]
  - Tom Pryce, um condutor de Fórmula 1, morreu no Grande Prêmio da África do Sul de 1977 (Fórmula 1), em Kyalami. Num acidente ali ocorrido, o piloto Hans-Joachim Stuck conseguiu desviar o seu carro do primeiro fiscal que atravessava a pista, mas Pryce não teve tempo e atingiu o fiscal Van Vuuren em cheio. A velocidade do impacto (Pryce conduzia a uma velocidade aproximada de 280 km/h) arremessou e despedaçou o corpo de Vuuren no ar, ao mesmo tempo que o extintor de incêndio que Vuuren segurava se chocou violentamente contra o capacete de Pryce, partindo-o ao meio e arrancando-o, causando um afundamento no crânio de Pryce. Ambos morreram instantaneamente.[66][67][68][69]

- 1978: 

Tom Pryce que faleceu em 1977, depois de um extintor lhe bater na cabeça num Grande Prémio de Fórmula 1.

  - Kurt Gödel, um matemático austro-americano, morreu de fome, quando a sua esposa esteve hospitalizada durante 6 meses. Gödel sofria de uma paranoia excessiva, que o levava a recusar comer comida preparada por outras pessoas que não sejam a mulher, pois temia que o envenenassem e o matassem. Quando morreu, ele estava pesando apenas 30 quilos devido a desnutrição.[70]

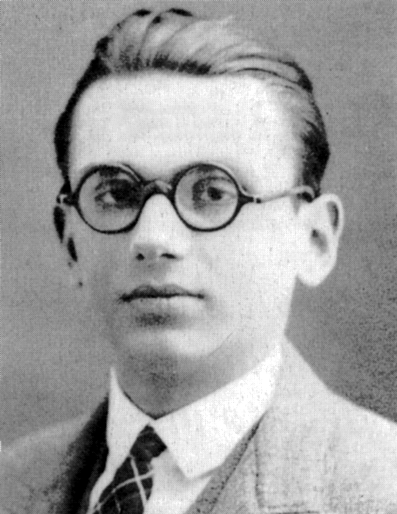
Kurt Gödel, matemático que morreu de fome em 1978, devido a ter a fobia que envenenassem a comida.

- - Janet Parker, fotógrafa médica britânica, morre de varíola dez meses depois da doença ser erradicada, quando um pesquisador no laboratório onde ela trabalhava liberou acidentalmente uma amostra do vírus no sistema de circulação de ar do prédio. Acredita-se que ela seja a última vítima de varíola da história.[71]
- 1979: Robert Williams, um operário da fábrica da Ford Motor Co., foi o primeiro humano do mundo a ser morto por um robô[72] depois do braço de um deles lhe ter acertado sua cabeça.[73]

### Década de 1980
- 1981: Boris Sagal, um realizador ucraniano/norte-americano morreu quando gravava a minissérie World War III em Porland, foi atingido por uma das lâminas do rotor de cauda de um helicóptero e foi parcialmente decapitado.[74]
- 1982: David Grundman foi morto próximo Lake Pleasant, no estado do Arizona, U.S., enquanto disparava sobre cactos com uma espingarda. Depois de ter atingido um saguaro alto, uma parte do cacto caiu em cima dele e esmagou-o.[75][76]
- 1982: O soviético Vladimir Smirnov sofreu feridas fatais durante o Campeonato do Mundo de Esgrima, quando a lâmina do florete do seu adversário quebrou durante uma partida.  A espada partida perfurou a rede da máscara de Smirnov, atingiu a órbita do olho, e entrou no seu cérebro. Smirnov morreu 9 dias depois.[77][78]
- 1983: O dramaturgo norte-americano Tennessee Williams morreu engasgado com uma tampa de garrafa de colírio. Tudo se passou no seu quarto no Hotel Elysee, em Nova Iorque. O relatório policial sugeriu que o uso de drogas e de álcool contribuiu para sua morte. Drogas como barbitúricos e álcool foram encontradas em seu quarto, o que pode ter diminuído seus reflexos.[79]

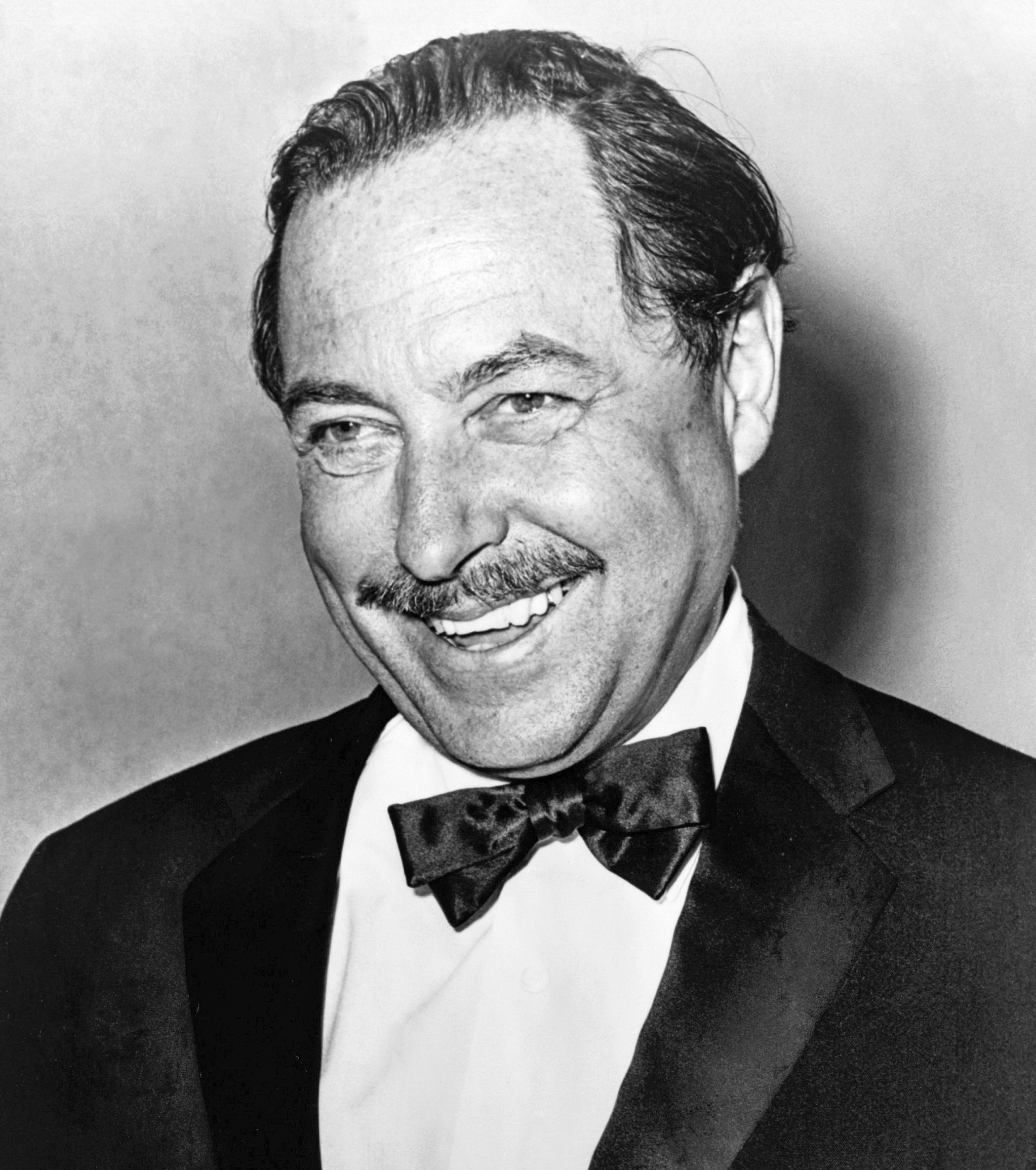
Tennessee Williams morreu em 1983, vítima de engasgamento com uma tampa de garrafa de colírio

- 1983: O norueguês Truls Hellevik, outros dois mergulhadores britânicos e outro norueguês morreram no interior de uma câmara de descompressão na plataforma petrolífera Byford Dolphin, no Mar do Norte. Voltando de um mergulho de rotina, um sino de mergulho foi acoplado às câmaras de descompressão da plataforma. Dois mergulhadores descansavam na Câmara 1, enquanto os dois que estavam no sino abriram a escotilha e se dirigiram para a Câmara 2, através de uma passagem de conexão. O objetivo era encerrar a escotilha do sino de mergulho, fechar a escotilha entre o sino e a Câmara de descompressão e a escotilha entre a Câmara e a passagem de conexão. Em seguida, a pressão da passagem seria reduzida até uma atmosfera, uma trava seria solta e o sino seria desconectado. Tudo teria corrido bem, quando um dos mergulhadores tentou fechar a porta, contudo ela emperrou, não fechou e ficou uma fresta. O técnico do exterior da câmara, sem confirmar que tudo estava bem, decidiu acionar a trava e o sino de mergulho, mas ao invés de se desprender de uma conexão sem diferença de pressão, ele se soltou como uma rolha de champanhe, matando o técnico no processo. O seu corpo foi atirado para longe e levou meia-hora para ser encontrado. Além disso, os mergulhadores no interior da câmara de descompressão passaram de 9 atmosferas para apenas uma, provocando a explosão do corpo do mergulhador que se encontrava próximo da porta: Truls Hellevik. Este explodiu e os restantes também tiveram uma morte horrível neste terrível acidente.[80]
- 1988: Clarabelle Lansing, uma aeromoça/hospedeira de bordo, morreu no decorrer do voo 243 da Aloha Airlines, entre Hilo e Honolulu, quando uma divisória do avião foi arrancada pelo efeito de uma descompressão explosiva no meio da viagem, sugando a aeromoça para fora. Curiosamente, Lansing foi a única pessoa a falecer no acidente, apesar dos grandes danos, outros 65 passageiros e membros da tripulação ficaram feridos.[81][82]
- 1989: Um incêndio irrompeu no interior do submarino soviético K-278. Vários tripulantes abandonaram o submersível, em botes. Mas o comandante e outros quatro, que ainda estavam a bordo, entraram na cápsula de escape e a tentaram ejetar. Contudo, quando o submarino já estava afundando, os tripulantes perceberam que simplesmente não haviam sido treinados devidamente para realizar a ejeção da mesma. Somente quando o submarino atingiu o leito oceânico, mais de mil metros abaixo, foi que os tripulantes finalmente conseguiram ejetar a cápsula de escape. Mas a cápsula voltou à superfície com tanta rapidez, que quatro tripulantes morreram, quando seus pulmões literalmente explodiram, devido à descompressão. Apenas um dos cinco a atingir a superfície foi capaz de deixar a cápsula e sobreviver, antes que esta afundasse novamente.[83][84]

### Década de 1990
- 1991: Edward Juchniewicz, 78 anos, um estadunidense de Canonsburg, no estado de Pensilvânia, morreu quando a maca da ambulância em que estava rolou para fora do veículo de socorro e capotou. Os assistentes da ambulância, ao falar com um médico, tinham deixado a maca desprotegida. Juchniewicz sofreu um ferimento grave na cabeça e morreu pouco tempo depois. Ele estava sendo transportado de um lar de idosos a um consultório médico, para uma consulta de rotina. Este acontecimento foi recriado na série televisiva norte-americana 1000 ways to die, em que um homem, fingindo ser maltratado pela mulher, se auto mutilava; e ao ser transportado para o hospital, a maca desceu a rua; e acertou em cheio um poste, provocando-lhe a morte.[85]
- 1993: Garry Hoy, um advogado de Toronto, cai de um 24.º andar de um prédio. Para mostrar aos estudantes de uma universidade que os vidros do Toronto-Dominion Centre eram inquebráveis, ele decidiu atirar-se para a janela, acabando por cair de uma altura de 92 metros de altura, tendo morte imediata. Os vidros eram inquebráveis, mas os caixilhos da janela desencaixaram e Hoy perdeu a vida. O mais curioso neste caso é que Hoy já tinha feito esta experiência várias vezes, mas naquele dia correu mal. Este caso seria recriado num episódio da série norte-americana 1000 ways to die[86].
- 1994: Jeremy Brenno, um adolescente americano de 16 anos, se irritou ao errar um buraco enquanto praticava golfe, ele arremessou violentamente o taco em um banco, o cabo de madeira se espatifou e um pedaço afiado se voltou contra ele atingindo seu coração, matando-o.[87].
- 1997: Karen Wetterhahn, professora de química no Dartmouth College, em Hanover, especialista em metais perigosos, morreu devido ao envenenamento por dimetil mercúrio. Esse envenenamento ocorreu no seu laboratório, por apenas algumas gotas dessa substância. O incidente deu-se porque a luva protetora estava furada e bastaram poucas gotas para causar o envenenamento. A situação foi irreversível e mortal para Wetterham, pois os sintomas do envenenamento só foram detectados seis meses depois. O acidente teve lugar em agosto de 1995, mas a deteção dos sintomas e a sua hospitalização só ocorreram em janeiro de 1996, quando a doença era irreversível e Karen morreu. Na sequência desta morte acidental, as normas de segurança para a utilização de luvas e outros equipamentos de proteção foram revistos.[88][89][90]
- 1998: Durante uma partida de futebol na República Democrática do Congo, entre as equipes do Basanga e do Bena Tshadi, quando o jogo se encontrava empatado 1x1, raios de uma trovoada mataram toda a equipe adversária do Bena Tshadi; enquanto os jogadores da equipe Basanga, nenhum deles morreu. Houve ainda 30 espectadores feridos.[91][92]
- 1999: Kemistry (nome verdadeiro: Kemi Olusanya), uma DJ britânica, morreu em Winchester, cidade do condado de Hampshire, na Inglaterra, depois de um olho de gato ter voado na direção do para-brisa do seu carro, onde ela era passageira, atingindo-a na cabeça. Foi outro veículo que ia à frente do carro onde ia Kemistry que arrancou acidentalmente o olho de gato do solo, lançou o objeto para o para-brisa e a matou.[93][94]
- 1999: Jon Desborough, um professor de Educação Física no Liverpool College,  morreu depois de ter sido atingido por um dardo, que atravessou a órbita do olho e atingiu o cérebro, causando severa destruição na região e pondo Desborough em coma. Ele morreu um mês depois. Ao que parece, o acidente deu-se quando ele procurava o dardo que tinha lançado, para mostrar aos seus alunos como se executava o lançamento. Este caso seria recriado num episódio da série norte-americana 1000 Ways to Die[95][96].

## Século XXI

### Década de 2000
- 2001: 
  - Michael Colombini, uma criança estadunidense, com seis anos, de Croton-on-Hudson, Nova Iorque, morreu no Westchester Medical Center, quando ia fazer uma ressonância magnética para um exame pós-operatório, após ter retirado um tumor cerebral. A criança morreu dentro do túnel da ressonância magnética ao ser atingido por um cilindro de oxigênio que fora colocado na sala. Ele foi atraído pelo campo magnético a uma velocidade de 33 km/h em direção a cabeça do rapaz. Nove anos depois, o Radiologista chefe da equipe e o operador da RM foram responsabilizados pelo acidente; e a família recebeu $2.9 milhões de indenização. Este ficou conhecido como “Colombini MRI Case".[97][98]
  - Peter Robinson, um neozelandês, 28 anos, residente na localidade de Reefton, na região de Costa Oeste, na Ilha do Sul, escorregou num bloco de gelo e caiu com a cabeça numa vasilha de água do seu gato. Apesar da pouca profundidade, ela foi suficiente para que os pulmões se enchessem de água; e ele morreu afogado.[99]
- 2002: Britannie Cecil, jovem estadunidense, 13 anos, foi a primeira espectadora de hóquei no gelo a morrer numa partida desta modalidade. Isto passou-se no decorrer de um jogo da Liga Nacional de Hóquei de Gelo (NHL), entre Columbus Blue Jackets e Calgary Flames. A menina foi atingida acidentalmente na cabeça por um puck (disco de borracha) lançado pelo jogador norueguês Espen Knutsen. O objeto ultrapassou a barreira de proteção e atingiu Britannie, que morreu dois dias depois.[82][100]
- 2004: Francis "Franky" Brohm, da Marietta, Geórgia, Estados Unidos, estava com a cabeça para fora do carro, quando foi decapitado por um orelhão. O motorista estava bêbado, não se apercebeu do acidente, dirigiu-se até a casa dele e foi dormir. Um vizinho viu o corpo sem cabeça, e chamou a polícia. A cabeça foi achada na cena do acidente.[101]
- 2005: Kenneth Pinyan, um norte-americano do estado de Washington, morreu pelas feridas causadas pelo sexo anal com um garanhão. A cena foi gravada por um amigo seu e circulou na Internet. O ato sexual correu mal: o cólon de Pinyan foi perfurado pelo animal, o que provocou uma peritonite que o conduziria à morte no mesmo dia. Depois deste caso, o Senado do Estado de Washington (onde se passou este acontecimento) declarou a zoofilia como crime, punido com multa.[102]
- 2007: 
  - Jennifer Strange, 28 anos, de Sacramento, morreu de intoxicação por água depois de participar no concurso radiofónico "Hold Your Wee for a Wii contest", no qual a estação de rádio KDND prometia uma consola WII da Nintendo. Na competição, os participantes tinham de beber a maior quantidade de água sem urinar.[103]
  - Humberto Hernandez, 24 anos, residente em  Oakland, morreu depois de ter sido atingido no rosto por uma boca de incêndio/hidrante enquanto passeava na rua com a sua esposa. Um carro tinha danificado a boca de incêndio; e a pressão da água lançou o hidrante e atingiu Hernandez com força suficiente para matá-lo.[104][105][106]
- 2008: 
  - Abigail Taylor, uma jovem norte-americana de 6 anos, de Edina, morreu depois dos seus órgãos internos terem sido parcialmente sugados pelo seu ânus, depois de se encostar numa parte de uma piscina de Minneapolis, onde se encontrava uma máquina que estava sugando a água. Isto passou-se no verão de 2007, no dia 29 de junho. Médicos substituíram os órgãos dela com órgãos de doadores. Porém, nove meses depois, ela morreu de um câncer raro, em decorrência da cirurgia.[107][108] Apesar de mudanças na legislação em relação a segurança em piscinas, vários casos semelhantes têm acontecido nos Estados Unidos e no Brasil.[109]
  - Judy Kay Zagorski, uma estadunidense de 57 anos, residente em Pigeon, encontrava-se na frente de um navio num passeio com a família ao largo do arquipélago de Florida Keys, quando uma raia-pintada de 34 quilos pulou fora de água e atingiu a cara da senhora, que caiu e bateu com a cabeça contra o casco do navio. A pancada na cabeça provocou lesões no crânio e no cérebro; e causou a morte dessa senhora.[110][111][112][113] De referir que segundo os biólogos é muito raro, uma arraia pular para fora do mar.
  - David Phyall, de 50 anos, era o último residente de um bloco de apartamentos que estavam a ser demolidos em Bishopstoke, próximo de Southampton, Hampshire, Inglaterra, decapitou-se com uma motosserra para realçar a injustiça de ser dali desalojado.[114][115]
- 2009: 
  - Diane Durre, uma estadunidense residente em Chambers, Nebraska, faleceu em abril daquele ano, quando uma placa de propaganda do restaurante de 23 metros de altura do Taco Bell caiu na localidade de North Platte (Nebraska) (por causa de ventos fortes), de um poste, a uma altura de 4,5 metros sobre seu carro. A senhora tinha combinado com um casal de Wyoming para se encontrarem naquele local, para vender dois cães da raça Yorkshire.[116]
  - Vincent Smith, norte americano, 29 anos, empregado de uma fábrica de chocolate em Camden, EUA. Em julho daquele ano, estava descarregando chocolate, quando escorregou e caiu dentro do tanque de mistura, repleto de chocolate derretido à temperatura de 50 graus Celsius. Como se não bastasse a temperatura do chocolate, Smith foi ainda atingido na cabeça por uma das pás gigantes que misturam o chocolate; e ficou 10 minutos submerso em chocolate quente antes de ser resgatado já sem vida.[117][118]

### Década de 2010
- 2010: 
  - Mike Edwards, 62 anos, um dos membros fundadores e violoncelista da banda ELO, morreu ao ser esmagado por um fardo de feno de 600 kg, que atingiu a perua que ele dirigia.[119]
  - Jimi Heselden, 62 anos, um empreendedor britânico, que em 2010 comprara a empresa Segway. Ironicamente, ele morreu num veículo da empresa que comprara uns meses antes. Aproximadamente às 11:40 da manhã de 26 de setembro de 2010, o departamento de polícia de West Yorkshire recebeu a informação de que um homem teria caído 80 pés (24 m)[120] ou 42 pés (13 m)[121] dentro do Rio Wharfe, localizado no vilarejo Thorp Arch, nas proximidades de Boston Spa. Aparentemente, teria caído de cima de um penhasco, na encosta do rio.[120] A queda foi presenciada por um homem que passeava com seu cão em uma trilha próxima.[121] O veículo da Segway foi recuperado e Heselden foi declarado morto pelos paramédicos ainda no local.[120] Investigadores disseram: "Até o momento não temos motivos para acreditar que morte seja suspeita." E seguiram com a investigação para verificar "se houve falha mecânica no equipamento ou o foi ocasionado por um erro do condutor".[120]
- 2011: Jose Luis Ochoa, um estadunidense, morreu depois de ter sido ferido na perna por um galo de rinha, que tinha uma lâmina amarrada numa das patas. Isto aconteceu num local onde eram realizadas lutas de galos no condado de Tulare, na Califórnia (oeste do país).[122][123][124]
- 2012: 
  - Terry Vance Garner, 69 anos, fazendeiro estadunidense, do estado do Oregon, saiu de casa para alimentar os seus porcos; e acabou por ser devorado pelos seus animais. Após o desaparecimento, partes de seu corpo e de sua arcada dentária foram encontradas por um familiar, no chiqueiro, onde estavam os porcos.[125]
  - Edward Archbold, um norte-americano, 32 anos, de West Palm Beach, estado da Flórida, que morreu em outubro daquele ano, instantes após ganhar um bizarro concurso. Na autópsia efetuada, concluiu-se que o jovem não morreu por intoxicação ao ingerir dúzias de baratas gigantes, como se acreditou numa primeira fase, mas que Archbold "engasgou até a morte" por causa da enorme quantidade de insetos que ingeriu.[126][127][128]
  - Geoffrey Haywood, 65 anos, um homem que fingia ser cego, foi encontrado morto numa vala inundada, depois de aparentemente não ter visto o perigo. Segundo a reportagem do jornal The Telegraph, Haywood andava com uma bengala branca; e fingia ser cego para atrair a atenção e conseguir com que as pessoas sentissem pena dele. Contudo, por não ter visto uma vala, Geoffrey caiu e faleceu. O irmão de Geoffrey, Haywood Howard, disse ao jornal que: “Geoffrey teve cegueira psicológica que começou após a morte de nossa mãe. ”Se foi esse o caso, deu certo o ditado popular "o pior cego não é aquele que não vê, mas aquele que não quer ver". O médico que examinou Geoffrey referiu que Haywood não tinha problemas de visão. O médico legista Coroner David Bowen disse: “Ou ele não viu ou não quis ver a vala, caiu e se afogou. É uma situação extraordinária que eu não tinha encontrado antes, eu venho fazendo isso há mais de 30 anos e nunca tive um caso tão bizarro como este.".[129][130]
- 2013: 
  - Takuya Nagaya, um jovem japonês de 23 anos, foi ferido mortalmente pelo seu pai Katsumi Nagaya, de 53 anos. O objetivo do pai era que o filho se livrasse de uma cobra que o assombrava. O caso, segundo a TV Asahi, aconteceu quando Katsumi Nagaya feriu gravemente o seu filho Takuya no apartamento do jovem de 23 anos com golpes na cabeça e mordidas, depois deste ter começado a se contorcer, dizendo ser uma serpente. O jovem Takuya foi ainda levado ao hospital, mas foi declarado morto pouco tempo depois.[131][132]
  - Roger Mirro, 56 anos, de Palatine, morreu num subúrbio residencial de Chicago, esmagado por um compactador de lixo no condomínio onde residia. Mirro, quando chegou a casa, deu por falta do telemóvel; e então pensou que talvez o tivesse colocado num saco que já havia depositado no compactador de lixo. Para procurar o telefone celular, pediu a chave do compactador a um vizinho para procurar o celular no tal aparelho. Contudo, o peso de Mirro dentro do compactador fez um sensor eletrônico ativar a máquina; e Mirro foi esmagado até à morte. A mulher deu pela falta do marido; e a polícia, depois de investigações, descobriu o corpo mutilado de Mirro no dumpster.[133][134]
  - Um pescador bielorrusso não identificado, de 60 anos, foi morto por um castor, quando ele tentava agarrar o animal para tirar uma fotografia com ele. O castor mordeu o homem, atingindo uma artéria grande da sua perna.[135][136]
  - Hugo Avalos-Chanon, de 41 anos, do condado de Clackamas, no estado norte-americano do Oregon, morreu triturado numa picadora de carne, numa fábrica de processamento de carne. De referir que ele trabalhava para a DCS Sanitation Management, uma empresa de manutenção que estava a fazer a limpeza do local. Mas, por acidente, ele caiu no local errado.[137]
  - João Maria de Souza, um brasileiro de 45 anos, morreu devido aos ferimentos provocados após ser atingido por uma vaca que caiu em cima do telhado de amianto da casa onde dormia, em Caratinga, Minas Gerais, sudeste do Brasil. De acordo com o jornal brasileiro “Hoje em Dia”, João Maria de Souza foi transportado ao hospital, mas acabaria por morrer no dia seguinte do acidente. Tanto a esposa que estava no mesmo quarto como a vaca nada sofreram.[138][139]
  - Kendrick Johnson, um estudante estadunidense de 17 anos, morreu na Lowndes High School, Geórgia. O seu corpo foi encontrado enrolado numa esteira de ginástica do ginásio. Segundo os primeiros indícios, depois de cair na esteira para apanhar a sapatilha, teria morrido asfixiado. Contudo, anos depois, descobriu-se que os órgãos internos da vítima foram recheados com jornal. Então, o caso foi reaberto; e a investigação foi direcionada para um possível homicídio.[140][141][142][143][144]
  - Miguel Martinez, um jovem estadunidense de 14 anos, morreu espetado no peito pelo chifre de uma estátua de um búfalo, no exterior do National Ranching Heritage Center (museu dedicado ao património rancheiro), em Lubbock, situado no campus da Universidade de Tecnologia do Texas. Segundo a mídia local, ele estaria a brincar de esconde-esconde quando tropeçou em cima do chifre que lhe perfurou o peito. Estava acompanhado por dois adultos e quatro crianças, mas bastou um descuido por parte dos adultos para acontecer o acidente.[145][146]
- 2014: Peng Fan chef de cozinha chinês de Foshan, sul da China, morreu ao ser picado pela cabeça decapitada de uma cobra. Ele preparava-se para fazer uma sopa com a carne do réptil, quando a cabeça que havia sido cortada 20 minutos antes lhe mordeu a mão.[147]
- 2015: 
  - Chelsea Ake-Salvacion, uma jovem norte-americana de 24 anos, da cidade de Henderson (estado de Nevada), apareceu morta numa câmara de crioterapia, num salão de beleza onde trabalhava. Isto aconteceu depois de ela ter  decidido experimentar a crioterapia e, sem supervisão, entrou na máquina que fazia a terapia.[148]"[149][150]
  - Um homem de aproximadamente 25 anos morreu em março de 2015, em Jardim Paulistano, São Paulo, Brasil, com seu corpo preso a uma árvore. A suspeita é que ele tenha se desequilibrado, caído de uma altura de aproximadamente oito metros e ficado preso nos galhos, se enforcando com a  própria camiseta.[151]
  - Robin Wahlgren, 28 anos, um estudante sueco, na Universidade de Nova Gales do Sul, nos arredores de Sydney, Austrália. Morreu quando o carrinho de supermercado, onde ele e um amigo iam dentro, se chocou com um automóvel. O seu amigo acompanhante ficou ferido, mas sobreviveu.[152][153][154] O acontecimento foi rotulado como um "acidente aberrante".[155]
  - Darren Bray, 29 anos, de Barry, País de Gales, morreu engasgado depois de ter tentado comer um cheeseburger de uma vez só pondo-o inteiro em sua boca.[156][157]
- 2016: 
  - Caitlin Clavette, 35 anos, uma professora de arte em escolas de Milton, Massachusetts, na área de Boston (no ano letivo 2015-2016, ensinava na Glover Elementary School), quando conduzia próximo do Túnel Thomas P. O'Neill Jr., foi atingida e morta por uma tampa de bueiro que colidiu na direção do para-brisa do seu carro. O governador do estado de Massachusetts Charlie Baker considerou o incidente como "bizarro".[158][159][160][161]
  - Irma Bule, 29 anos, uma cantora indonésia do género dangdut, conhecida por cantar com cobras vivas, morreu no meio de um concerto depois de ser mordida por um cobra-real e ainda por cima recusou-se a ser tratada, continuando o espetáculo, decisão que lhe seria fatal.[162][163]
  - Anton Yelchin, um ator estaunidense de 27 anos, de Los Angeles, conhecido pelo seu papel de Pavel Chekov no filme Star Trek; e por papéis importantes, foi encontrado esmagado entre o seu carro e caixa do correio de tijolo e a vedação de sua casa. O carro dele inclinou-se e atropelou o artista.[164][165][166]
  - Robert Mwaijega, um pescador tanzaniano de 47 anos, morreu após um peixe vivo que ele tinha apanhado ter saltado do barco para dentro da sua boca, comprimindo-lhe a traqueia e entrando no seu peito, matando-o.[167]
  - Uma jovem de sete anos morreu depois de ter sido atingida por uma pedra, lançada por um elefante que se encontrava na sua cerca de proteção no jardim zoológico de Rabat, em Marrocos.[168][169][170]
- 2017: 
  - Judith Permar, uma mulher de 56 anos residente de Natalie, Pensilvânia, foi encontrada morta depois de uma frustrada tentativa de furto em um contêiner para doação de roupas. A mulher havia usado uma escada dobrável para alcançar o topo do contêiner, porém a escada cedeu, deixando-a pendurada, com o braço preso no equipamento. O fato ocorrera às duas da madrugada, porém Judith só foi encontrada pela manhã, com o raiar do sol. O médico legista do condado listou a causa da morte como contusão muscular e hipotermia.[171][172][173]
  - Charlie Holt, uma criança de cinco anos, morreu no Restaurante Sun Dial, um famoso restaurante giratório no cimo do Westin Peachtree Plaza Hotel, em Atlanta, Geórgia. Charlie Holt sofreu uma grave lesão na cabeça, quando ficou preso entre a mesa, que estava a girar, e a parede no restaurante.[174][175]
- 2018: Kyle Plush, um estudante de 16 anos de Cincinnati, EUA, morreu asfixiado ao ficar preso entre o assento e a porta traseira de seu Honda Odyssey 2004. Ao se apoiar com os joelhos sobre a terceira fileira de assentos para alcançar o equipamento de tênis que estava no porta-malas do veículo, o assento virou para trás, prensando-o contra a tampa traseira da minivan. Plush conseguiu ligar para o serviço de emergência, utilizando o software Siri em seu smartphone, que estava fora de seu alcance. Ele chegou a pedir socorro, mas não teve tempo de informar a sua localização. Foi encontrado por seu pai quase seis horas depois, já sem vida.[176]

### Década de 2020
- 2020:
  - Sergio Millán, 59 anos, estava sozinho no seu apartamento no bairro de  Torreforta,  na cidade de Tarragona, Espanha, quando uma explosão numa fábrica petroquímica das Indústrias Químicas de Óxido de Etileno a cerca de 3 quilômetros de onde ele estava lançou uma placa de ferro de uma tonelada no apartamento acima dele, o que fez com que o teto desabasse, matando-o esmagado.[177]
- 2023:
  - Giacomo Chiapparini, um queijeiro italiano de 74 anos havia entrado na sala de maturação para verificar o robô automático usado para limpar os pedaços de queijo durante o processo de maturação no armazém de sua empresa na fazenda onde ele e sua família moravam e trabalhavam. No momento da tragédia, havia cerca de 10 corredores de prateleiras do chão ao teto com cerca de 1.600 peças de queijo por corredor, totalizando 16.000 pedaços de queijo. Não está claro o que causou o colapso inicial que levou ao que as autoridades descrevem como um “efeito cascata” que levou à morte do queijeiro. Funcionários da polícia, junto do corpo de bombeiros e dois serviços de ambulância, e outras autoridades locais, dizem que foram chamados ao local por volta das 21h da noite de domingo. Demorou mais de 11 horas para encontrar o corpo de Chiapparini soterrado sob os pedaços de queijo.[178]